# Hassi Gara
Hassi Gara là một đô thị thuộc tỉnh Ghardaïa, Algérie. Dân số thời điểm năm 2002 là 13.911 người.